# 矢野茜
矢野茜（日语：／ Yano Akane，1992年2月24日—），日本女原画师，作画监督。出身於千叶县。东京动画学院专科学校毕业。日本編劇聯盟會員。网上盛称为“美少女作监”。

## 来历
最初的志愿并非是成为一位画师，而是想成为一名声优。
在学生时期曾经深受高桥留美子的漫画作品和动画《机动战士高达SEED》影响，成为了她入行的契机。在声优的学习课程中表现出色，曾通过学校内试音会，也去过动画录制现场配过路人。第二学年期间，曾为了要选择声优或是动画师而苦恼。因为感受到了动画制作者们“从一开始创作一个世界”的魅力而选择了专攻动画方向。最初加入动画公司feel，也是想做出《缘之空》这样色气满满的作品。加入没多久后就离职成为了自由原画师。
自2013年以来多担任第二原画，后在《伪恋》的第一集成为原画，在最后一话成为作画监督。得到了《伪恋》的制作公司SHAFT的社长久保田光俊的赏识。

## 作品列表

### 电视动画
- 《我的朋友很少NEXT》 第二原画
- 《恶魔幸存者2》 第二原画
- 《翠星的伽鲁冈缇亚》 第二原画
- 《樱Trick》 原画
- 《黑子的篮球 第二季》 第二原画
- 《花物语》 原画
- 《目隐都市的演绎者》 原画、第二原画
- 《黑执事 Book of Circus》 原画
- 《灰色的果实》 作画监督（共同）、作画监督补佐（共同）、原画、第二原画
- 《伪恋》 作画监督（共同）、原画、第二原画
- 《幸腹涂鸦》 作画监督（共同）、原画
- 《灰色的迷宫》 原画
- 《灰色的乐园》 原画
- 《黑子的篮球 第三季》 原画
- 《WORKING!!!》 原画
- 《偶像大师 灰姑娘女孩》 原画
- 《伪恋：》 主要动画师、作画监督、作画监督补佐、原画
- 《终物语》 作画监督协力
- 《排球少年！！第二季》 第二原画
- 《少女们向荒野进发》作画监督（共同）
- 《线上游戏的老婆不可能是女生？》角色设计、总作画监督、总作画监督辅佐、作画监督、原画
- 《LoveLive!Sunshine!!》原画
- 《3月的狮子》作画监督、原画
- 《喧哗番长 乙女-Girl Beats Boys-》角色设计、作画监督补佐
- 《天使的3P！》主设计、原画
- 《龙王的工作！》角色设计、总作画监督
- 《超人高中生們即便在異世界也能從容生存！》角色设计、总作画监督
- 《弱角友崎同学》角色设计、总作画监督
- 《天籟人偶》角色設計、总作画监督、角色配音（黑猫、小孩C）
- 《超超超超超喜歡你的100個女朋友》 角色設計、總作畫監督、角色配音（猫）
- 《美妙寵物 光之美少女》原畫

### OVA
- 《Hybrid Child》 第二原画  2014
- 《伪恋OVA1/OVA2》 作画监督（共同）、原画  2014
- 《B: The Beginning Succession》 角色设计（共同）  2021

### 剧场版
- 《剧场版 TIGER & BUNNY -The Rising-》 动画  2014

## 相关項目
- 日本动画師列表